# Antoine Étex
Antoine Étex (ur. 20 marca 1808 w Paryżu, zm. 14 lipca 1888 w Chaville) – francuski rzeźbiarz, malarz, architekt i pisarz romantyzmu.

## Życiorys
Kształcił się w paryskim warsztacie Jamesa Pradier. Bezskutecznie próbował otrzymać nagrodę Prix de Rome w dziedzinie rzeźby, w 1832 zdobył drugie miejsce.

## Ważne dzieła

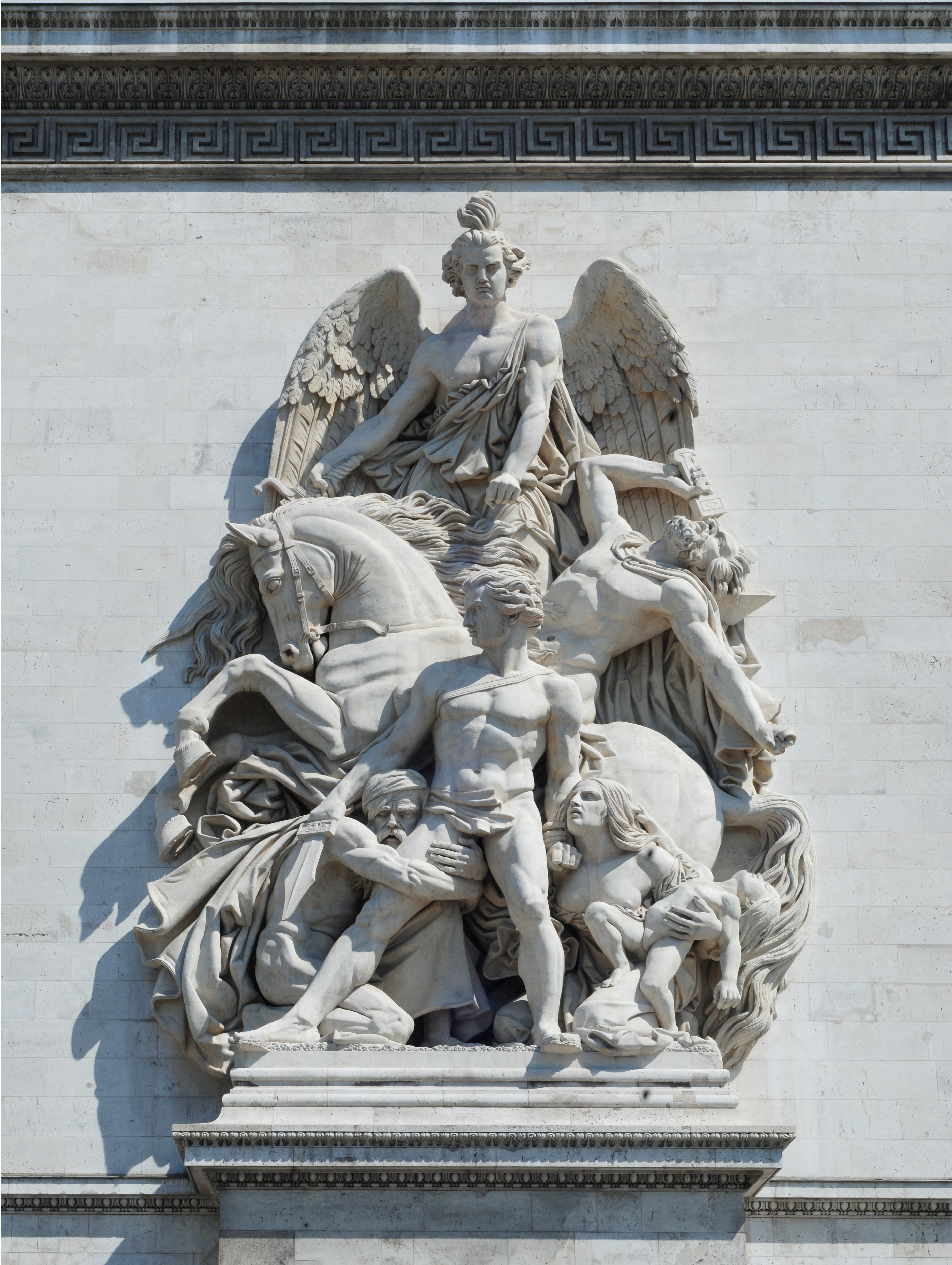
Obrona z 1814 roku (1833-1836), relief z Łuku Triumfalnego
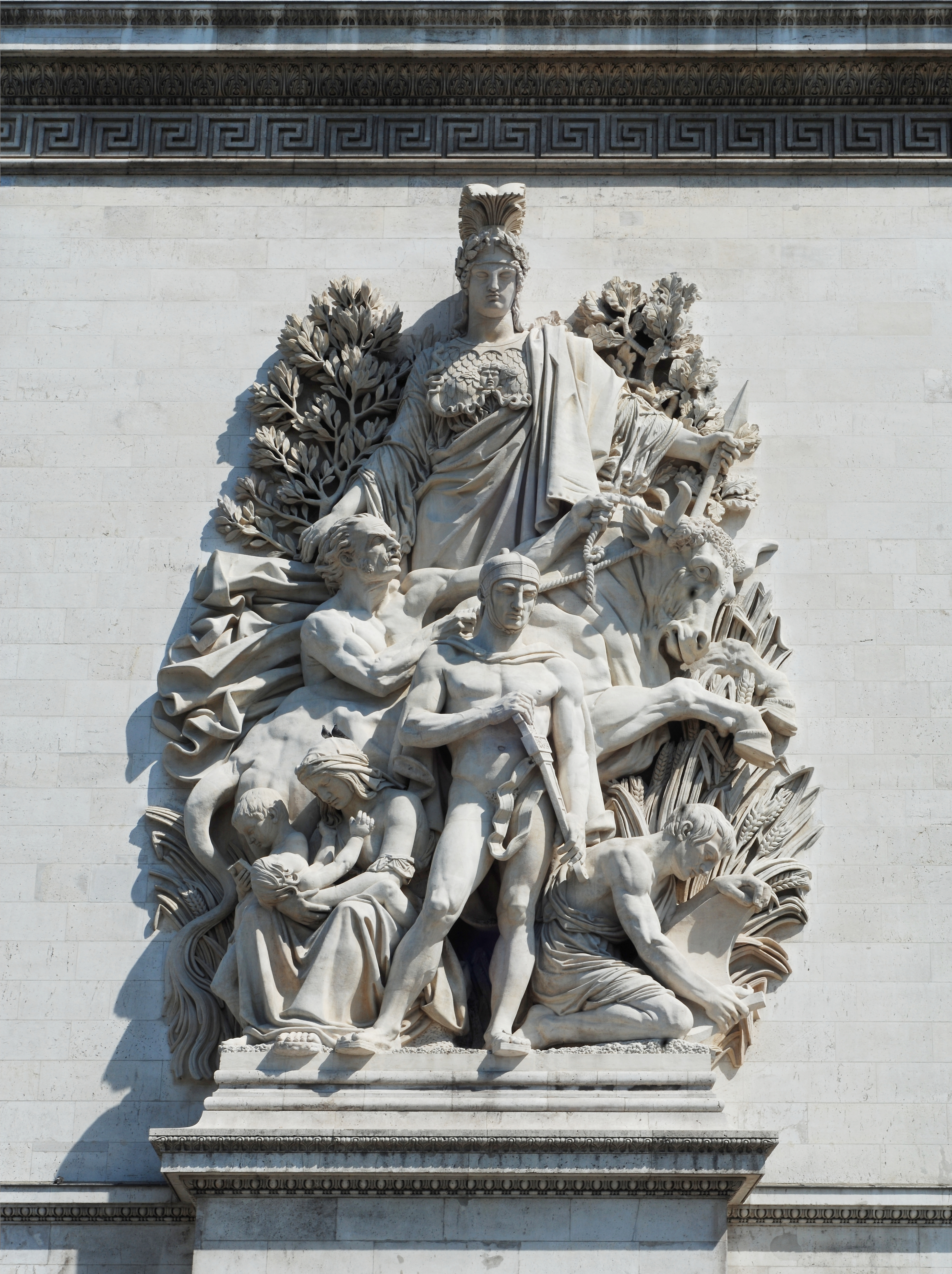
Pokój z 1815 roku (1833-1836), relief z Łuku Triumfalnego
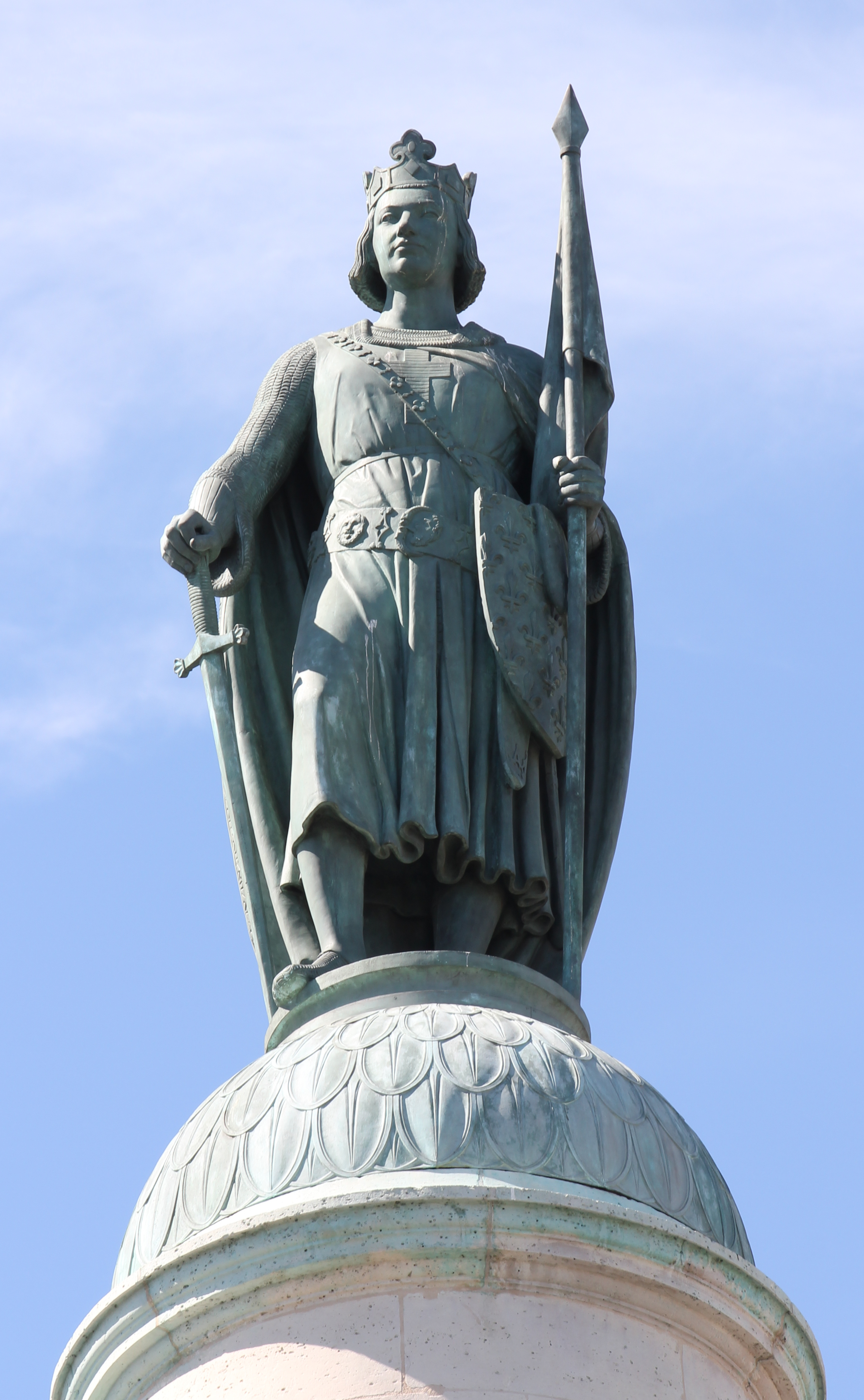
Ludwik IX, Place de la Nation w Paryżu, (1844)